# Paul Gudim-Levkovitj
Paul Gudim-Levkovitj (Павел Павлович Гудим-Левкович, født 6. december 1873 i St. Petersborg, død 16. april 1953 i La Napoule nær Cannes) var en russisk adelsmand, officer og samler.
Paul Gudim-Levkovitj blev født i St. Petersborg i Rusland. Han var søn af general Paul Konstantinovitj Gudim-Levkovitj (1842-1907). Han blev i oktober 1906 gift med Evelyn Green (1880-1944). Gudim-Levkovitj blev uddannet på Den Kejserlige Pageskole i St. Petersborg og virkede efter udnævnelsen til løjtnant som officer i forskellige gardeenheder i St. Petersborg. I 1904-05 deltog han i den Russisk-japanske krig, hvor han blev hårdt såret. I 1909-1917 var han russisk militærattaché i Athen, men efter den russiske revolution i 1917 ønskede han ikke at tjene Sovjetunionen og boede derfor i en årrække i la Napoule nær Cannes i Frankrig. Her skabte han en særdeles omfattende samling af førrevolutionære russiske uniformer, våben, medaljer og andet militaria, som han indsamlede fra andre eksilerede russiske officerer. Samlingen kaldte han Det Kejserlige Russiske Hærmuseum. I 1943 overførte han samlingen til Tøjhusmuseet i København, og kom også selv til København, hvor han bistod med samlingens nærmere registrering. Han boede i Danmark frem til 1945, hvor han rejste hjem til La Napoule, hvor han døde i 1953.
Gudim-Levkovitjs samling er en af verdens fornemste af kejserlige russiske militære genstande. Den har været genstand for flere særudstillinger og indgår nu som en af de samlinger, der præsenteres i den basisudstilling, der åbnede på Tøjhusmuseet i 2013.